# Fusafungin
A fusafungin a Fusarium lateritium által termelt nem szisztémás hatású, nem felszívódó, gyulladásgátló hatással rendelkező antibiotikum.
In vitro antibakteriális hatása van, ami potenciális in vivo aktivitást mutat az alábbi mikroorganizmusokkal szemben: Streptococcusok A csoportja, Pneumococcusok, Staphylococcusok, Neisseriák bizonyos törzsei, bizonyos anaerob baktériumok, Candida albicans és Mycoplasma pneumoniae. Bakteriosztatikus hatású.

## Védjegyezettnevű készítmények
Bioparox (Servier)